# Nilo
Nilo – miasto w Kolumbii, w departamencie Cundinamarca.